# عقاب مارخور قهوه‌ای
عقاب مارخور قهوه‌ای (نام علمی: Circaetus cinereus) نام یک گونه از سرده عقاب مارخور است.